# Krabat

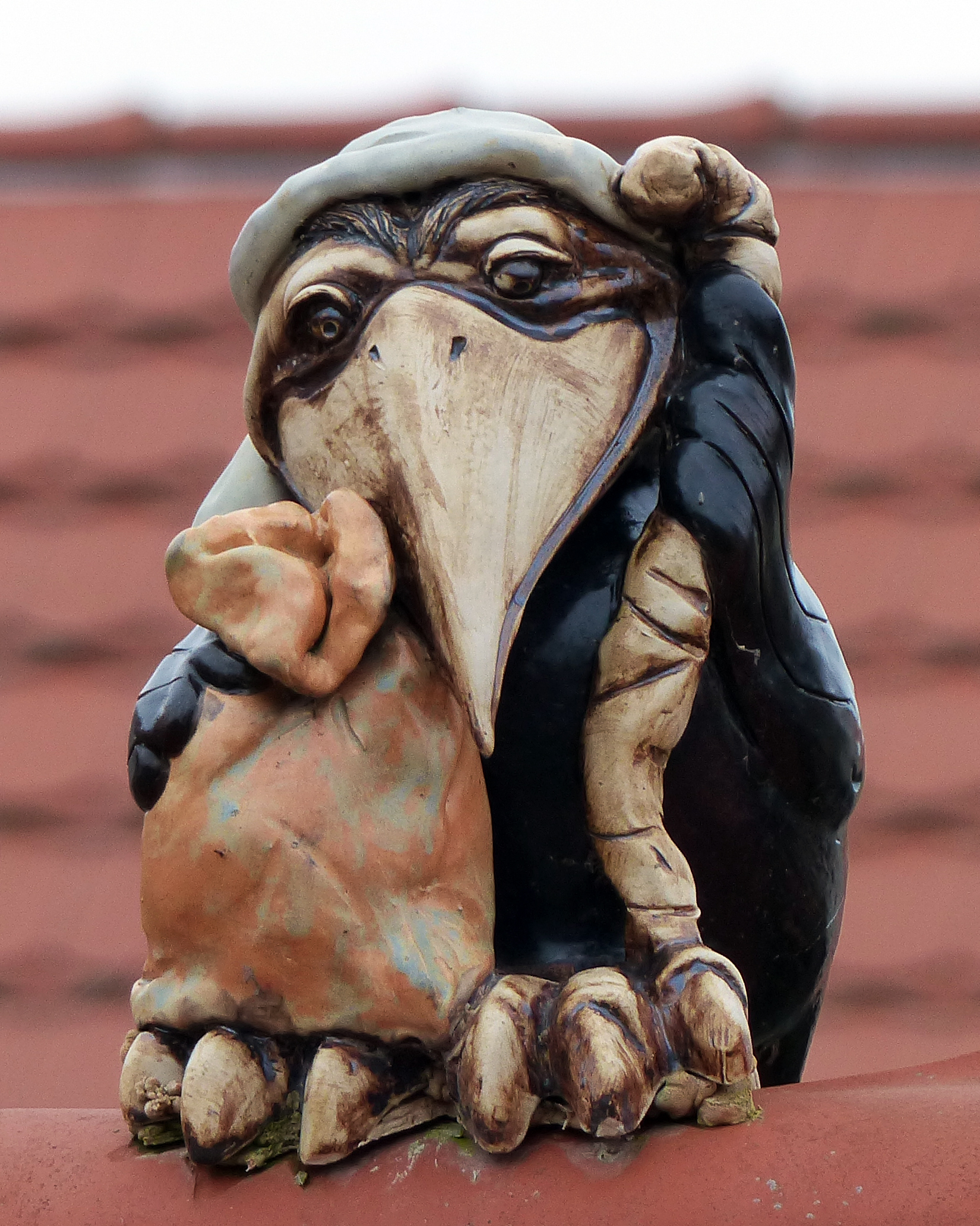
Krabat ở Schwarzkollm.

Krabat, còn có tên là "Wendish Faust" là một nhân vật trong văn hóa dân gian Sorbs (khu vực nằm ở vùng ranh giới giữa Đức và Ba Lan). Bản ghi chép sớm nhất về nhân vật này là vào năm 1837, đây là hình tượng của một thầy phù thủy độc ác trở thành một anh hùng trong thế kỷ 19.